# Can Viader
Can Viader és un monument del municipi de Sant Feliu de Guíxols (Baix Empordà) inclòs en l'Inventari del Patrimoni Arquitectònic de Catalunya.

## Descripció
Edifici civil. Construcció de planta baixa i dos pisos. Destaca la planta baixa que allotja allò que fou la impremta. Les dues entrades acaben en forma oval amb vidres de colors dins una filigrana de línies corbes de fusta. Una mica més amunt apareix un conjunt ornamental amb ambientació vegetal que serveix com a suport a la balconada del primer pis; balcó amb dues sortides emmarcades a la part superior amb una delicada composició que conté en el centre un bust femení de perfil, ornamentació que es repeteix en la balconada del segon pis. L'edifici queda acabat en una cornisa molt treballada que dona pas a una barana formant un seguit de filigranes amb motius vegetals.

## Història
Octavi Viader i Margarit (1864 - 1938) fill del carter de Sant Feliu aprèn l'ofici d'enquadernador a Barcelona, on coneix les tècniques de compondre e imprimir, s'afecciona a les arts gràfiques i cova la passió pel llibre ben acabat. Quan torna a Sant Feliu obra un taller en un petit local del carrer Major, més tard es traslladà a La Rambla (antiga Rambla Antoni Vidal), edifici que avui encara perdura. En la societat industrial surera del seu poble Viader crearà un seguit de llibres que es mostraran en Exposicions Internacionals, com el "Quixot" imprès en un llibre de fulls de suro. Al morir fou el seu fill Josep Maria Viader i Canals qui, després d'estudiar a Barcelona i Alemanya, s'ocupà de l'editorial.